# Abajo la careta
Abajo la careta es una película sin sonido de Argentina dirigida por Andrés Ducaud que se estrenó el 18 de marzo de 1918.  Tuvo los títulos alternativos de Jauja, República de Jauja o La República de Jauja.

## Producción
Andrés Ducaud fue un arquitecto, técnico en animación, director, artesano, jefe de dibujos animados y escenógrafo francés, que nacionalizado en Argentina, forjó una destacada carrera durante el nacimiento cinematográfico nacional. Se inició en la productora de Federico Valle y junto a Quirino Cristiani y Diógenes Taborda colaboró con el primer largometraje de la historia del género de dibujos animados titulado El apostól en 1917,  que se refería satíricamente a la política de Hipólito Yrigoyen. En ella construyó las maquetas para la secuencia del incendio de Buenos Aires, mientras que el texto dependió de  Alfonso de Laferrére.
Abajo la careta es un filme de sátira política compuesto por 62000 dibujos del que pese a que no se conservan copias del filme, según Couselo puede afirnarse que “si no es directamente yrigoyenista o radical al menos dirige sus cañones al régimen anterior a 1916”. En el filme aparecen 48 personaje sociales o políticos extraídos de la vieja oligarquía y, según una crónica del periódico “La Película” iba directamente a lo anecdótico para mostrar “los gatuperios de la política menuda”. El filme mostraba caricaturas fácilmente reconocibles así como edificios identificables y panorámicas de la ciudad con sus flamantes diagonales.
Según “La Película” el filme:

”… tiene el vicio de la frondosidad, de la superabundancia de tipos en acción; se ha querido abarcar demasiado campo visual y abruma al expectador tal extensión ideal… y no hay imaginación, por poderosa que sea, capaz de englobaren el pensamiento la síntesis de un tema vastísimo como es el planteado”